# Ерзені (Шияк)
«Ерзені» (алб. KF Erzeni) — албанський футбольний клуб з містечка Шияк, заснований 1931 році. Виступає у найвищому дивізіоні Албанії.

## Історія
Клуб відомий з 1931 року під назвою «Ерзені». В 1947 році команда змінює назву на 8 Nëntori, що означає «8 листопада». З 1950 року назва клубу була змінена на «Шияк». Через рік команда знову змінила назву. З 1958 року клуб носить сучасну назву.
У сезоні 2020/21 клуб підвищився до Суперліги.

## Клубні кольори
| Сині | Білі |